# Pilotrichum nivale
Pilotrichum nivale là một loài rêu trong họ Pilotrichaceae. Loài này được Müll. Hal. mô tả khoa học đầu tiên năm 1851.